# Werkstoff (Produktion)
Werkstoffe gehören in der Betriebswirtschaftslehre zu den elementaren Produktionsfaktoren, die als Material bei der betrieblichen Leistungserstellung in die Produkte oder Dienstleistungen eingehen. 

## Allgemeines
Erich Gutenberg hat in der Betriebswirtschaftslehre im Jahre 1951 eine klassische, heute noch geltende Unterscheidung der Produktionsfaktoren vorgenommen. Danach werden die Elementarfaktoren objektbezogene Arbeit, Betriebsmittel und Werkstoffe zu Produkten und Dienstleistungen transformiert. Walther Busse von Colbe und Gert Laßmann differenzieren diese fertigungstechnologische Definition im Jahre 1991 noch weiter, indem sie nach dem Kriterium der unmittelbaren Zurechenbarkeit zum Endprodukt in Faktoren, die substantiell in die Produkte eingehen (Werkstoffe) und Faktoren, die nicht substantiell in die Produkte eingehen (Betriebsstoffe), unterscheiden. Werkstoffe verändern ihre Form und Substanz und gehen „als selbständige Güter im Produktionsgeschehen“ unter. Sie werden damit Bestandteile eines Produkts und müssen für den nächsten Produktionsprozess erneut bereitgestellt werden. Deshalb bezeichnet man sie als Verbrauchsfaktoren (Gutenberg) oder Repetierfaktoren.

## Arten
Der Elementarfaktor Werkstoffe ist ein Sammelbegriff für die in der Produktion eingesetzten Rohstoffe, Betriebs- und Hilfsstoffe sowie Halb- und Fertigerzeugnisse, die „als Ausgangs- und Grundstoffe für die Herstellung von Erzeugnissen zu dienen bestimmt sind, mithin nach der Vornahme von Form- und Substanzänderungen oder nach dem Einbau in die Fertigerzeugnisse Bestandteile der neuen Produkte werden“. Werkstoffe erfahren mithin eine Form- oder Substanzveränderung während ihrer Transformation in die Endprodukte. „Stoffe“ als Wortbestandteil legt nahe, dass es sich um materielle Güter handelt; doch gehört Energie als Betriebsstoff ausnahmsweise zu den nicht-materiellen Werkstoffen. 
In der Literatur findet man im Hinblick auf die Verwendung der Werkstoffe auch deren Unterscheidung nach Struktur- und Funktionswerkstoffen.
- Strukturwerkstoffe zeichnen sich durch Härte, hohe Belastbarkeit, Temperaturbeständigkeit und Abriebfestigkeit aus. Diese mechanischen Eigenschaften ermöglichen ihren Einsatz bei der Herstellung von Konstruktionsteilen in der Bauindustrie (Holz, Glas, Beton, Stahl) oder Verpackungsindustrie (Pappe, Papier, Kunststoffe).
- Funktionsstoffe werden aufgrund ihrer physikalischen Funktionen verwendet, die sich etwa durch ihre elektrischen, magnetischen oder optischen Eigenschaften ergibt. Dazu gehören die Umwandlung von optischer in elektrische Energie (Photozellen) oder die Leitfähigkeit von Strom oder Wärme (Supraleiter).

## Bilanzierung
Am Bilanzstichtag sind die Endbestände an nicht verbrauchten Werkstoffen nach § 266 Abs. 2 B I Nr. 1–3 HGB als Vorräte in der Bilanz auf der Aktivseite zu erfassen. Ihre Bewertung erfolgt im Rahmen des Umlaufvermögens auf der Grundlage des strengen Niederstwertprinzips. Grundsätzlich sind Werkstoffe nach § 253 Abs. 1 Satz 1 HGB  mit ihren Anschaffungs- oder Herstellungskosten anzusetzen, besondere Wertverluste sind durch Abschreibungen zu berücksichtigen.